# Протосинкелл
Протоси́нкелл (протосингел, греч. πρωτοσύγκελλος — от др.-греч. πρῶτος — «первый, старший» + σύγκελλος — «сокелейник», лат. protosyncellus) — духовная (церковная) должность в некоторых поместных православных Церквях. Исторически — название клириков, живших в одних кельях с епископом; должность была учреждена Халкидонским собором (451), и существовала как на Востоке, так и на Западе.
Протосинкелл епархии — ближайший помощник правящего епископа обычно в сане архимандрита. Должность сопоставима с должностью секретаря епархиального управления в современной Русской Церкви.
В Константинопольской Церкви великий протосинкелл — ближайший помощник Константинопольского Патриарха по управлению его епархией — Константинопольской архиепископией.